# Szép Domán
Szép Domán (Budapest, 1987. július 28. –) magyar színművész, zenész.

## Életpályája
Szép Zsolt és Sándor Jolán gyermekeként született. 2002-2008 között a csongrádi Bársony István Mezőgazdasági Szakközépiskola tanulója volt, ahol vadgazdálkodási technikusként végzett. 2008-2011 között a soproni Nyugat-Magyarországi Egyetem erdőmérnöki Karán tanult. 2013-2018 között a Kaposvári Egyetem színművész szakos hallgatója volt. 2018-2024 között a Nemzeti Színház tagja volt. 2024-től a kaposvári Csiky Gergely Színház színésze.

## Fontosabb színházi szerepei
Csiky Gergely Színház
- Hessmese (2024) - Jónás, galamb
- Huncut kísértet (2024) - Don Luis

Nemzeti Színház
- Don Juan, avagy a kőszobor lakomája (2023) – Szerzetes, Kőszobor
- A kaukázusi krétakör (2023) – Arszen Kazbeki, Őrvezető, Menekült
- Tündöklő Jeromos (2022) – Bálint legény
- Macskajáték (2021) – Józsi, Orbánné veje
- Vadászat (2021) – Robin Hood, Német vadász
- Rocco és fivérei (2019) – Domani
- A Mester és Margarita (2021) – Behemót
- Rómeó és Júlia (2021) – Sámson
- A kassai polgárok (2020) – Angelus literátus, 2. fejszés
- Forró mezők (2020) – Sofőr 1, Sofőr 2, Vadász, Rokkant, Pap
- Az ember tragédiája (2018) – Gábriel arkangyal
- Woyzeck (2018) – Másik
- Egri csillagok (2018) – Bálint pap, Márton pap, Janicsár
- Tóth Ilonka (2016) – Obersovszky Gyula
- Galilei élete (2016) – Lodovico Marsili
- János vitéz (2014) – Óriás csősz
- János Vitéz misszió (2019) – Francia király, Öreg halász
- Figaro házassága (2017) – Domingo
- Boldogságlabirintus (2017) – Józsi úr

### További szerepei
- Karamazov fivérek (2019) – Dmitrij Karamazov
- Don Quijote (2015) – további szereplő
- Valahol Európában – további szereplő
- Ludas Matyi – Ispán
- Liliomfi (2008) – Liliomfi
- Lovagias ügy (2009) – Salgó Pali
- La Mancha lovagja (2010) – Cervantes, Don Quijote
- Gül baba (1994) – Szőke cigány
- IV. Henrik (1993) – kis Henrik
- Bánk Bán (1992) – Soma
- Legényke és a csodaág – további szereplő
- Két Lotti – további szereplő
- A lusta kisrigó – további szereplő

### Egyetemi szerepei
- Matei Visniec: Katonák – további szereplő
- William Shakespeare: Rómeó és Júlia – Benvolio, Lőrinc barát
- Anton Pavlovics Csehov: Sirály – Dorn
- Jean-Paul Sartre: Legyek – Aigisztosz
- Bertolt Brecht: A városok dzsungelében – Az üdvhadsereg lelkésze
- Minden másképpen van – további szereplő
- Arthur Miller: Ördögűzők (Salemi boszorkányok)- Hale tiszteletes

## Filmek
- Legyetek szeretettel (2023)